# Олтень (Телеорман)
Олтень, Олтені (рум. Olteni) — село у повіті Телеорман в Румунії. Адміністративний центр комуни Олтень.
Село розташоване на відстані 70 км на південний захід від Бухареста, 23 км на північ від Александрії, 118 км на схід від Крайови.

## Населення
За даними перепису населення 2002 року у селі проживали 2087 осіб.
Національний склад населення села:
| Національність | Кількість осіб | Відсоток |
| -------------- | -------------- | -------- |
| румуни         | 2016           | 96,6%    |
| цигани         | 71             | 3,4%     |

Рідною мовою назвали:
| Мова      | Кількість осіб | Відсоток |
| --------- | -------------- | -------- |
| румунська | 2069           | 99,1%    |
| циганська | 18             | 0,9%     |